# Aguie
Aguie è un comune urbano del Niger, capoluogo del dipartimento omonimo nella regione di Maradi.